# São Sebastião da Vargem Alegre (kommun)
São Sebastião da Vargem Alegre är en kommun i Brasilien.   Den ligger i delstaten Minas Gerais, i den sydöstra delen av landet, 800 km sydost om huvudstaden Brasília. Antalet invånare är 2 798.
Följande samhällen finns i São Sebastião da Vargem Alegre:
- São Sebastião da Vargem Alegre

Omgivningarna runt São Sebastião da Vargem Alegre är huvudsakligen savann. Runt São Sebastião da Vargem Alegre är det glesbefolkat, med 20 invånare per kvadratkilometer.